# Cornelis Bernardus Buijs

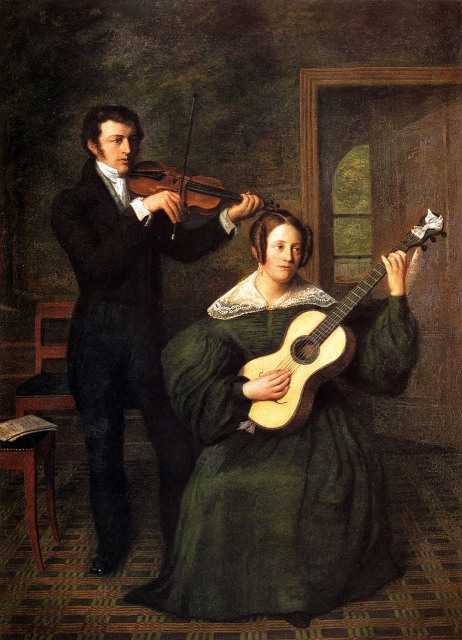
Het duet, 1836, Kunstmuseum, Den Haag

Cornelis Bernardus Buijs (Leeuwarden, 25 maart 1808 — Groningen 27 februari 1872) was een Nederlands kunstschilder.
Cornelis Bernardus Buijs, leerling van Otto de Boer, zijn oom Eelke Jelles Eelkema en Willem Bartel van der Kooi, legde zich toe op het schilderen van genrestukken, stillevens en portretten. Na aanvankelijk in Amsterdam werkzaam te zijn geweest, vestigde hij zich rond 1835 als kunstschilder in Groningen. In Groningen schilderde hij onder meer de portretten van de hoogleraren Theodorus van Swinderen en van Jan Willem Ermerins.
Buijs telde onder zijn leerlingen schilders als Jozef Israëls, H.W. en Taco Mesdag.
- Biografisch Portaal: 21657832
- Gemeinsame Normdatei: 136951430
- International Standard Name Identifier: 0000 0003 9025 8998
- RKD-Nederlands Instituut voor Kunstgeschiedenis: 13900
- Union List of Artist Names: 500201170
- Virtual International Authority File: 283804609
- WorldCat: E39PBJcGjXfrHMkPmKRmgxxVYP